# Africa Cup 1A 2012
La Africa Cup 1A del 2012 se disputó entre cuatro equipos en el Estadio Municipal de la ciudad tunecina de Jemmal.
Zimbabue ganó por primera vez el torneo ganándole en semifinales al equipo local y en la final a Uganda. Túnez disputó el partido por el tercer puesto y volvió a perder, por lo tanto, descendió de nivel para la siguiente temporada.

## Equipos participantes
- Selección de rugby de Kenia (Simbas)
- Selección de rugby de Túnez
- Selección de rugby de Uganda (The Rugby Cranes)
- Selección de rugby de Zimbabue (Sables)

## Play off
|  | Semifinales | Semifinales |        |          | Final        | Final        |  |
|  |             |             |        |          |              |              |  |
|  |             |             |        |          |              |              |  |
|  | Túnez       | 14          |        |          |              |              |  |
|  | Túnez       | 14          |        |          |              |              |  |
|  | Zimbabue    | 30          |        |          |              |              |  |
|  | Zimbabue    | 30          |        | Zimbabue | 22           |              |  |
|  |             |             |        | Zimbabue | 22           |              |  |
|  |             |             | Uganda | 18       |              |              |  |
|  | Uganda      | 21          | Uganda | 18       |              |              |  |
|  | Uganda      | 21          |        |          |              |              |  |
|  | Kenia       | 19          |        |          | Tercer lugar | Tercer lugar |  |
|  | Kenia       | 19          |        |          | Tercer lugar | Tercer lugar |  |
|  |             |             |        |          |              |              |  |
|  |             |             |        |          | Túnez        | 24           |  |
|  |             |             |        |          | Túnez        | 24           |  |
|  |             |             |        |          | Kenia        | 31           |  |
|  |             |             |        |          | Kenia        | 31           |  |
|  |             |             |        |          |              |              |  |

## Semifinales
| 10 de julio | Túnez | 14 - 30 | Zimbabue |  |  |
|             |       | Reporte |          |  |  |

| 10 de julio | Uganda | 21 - 19 | Kenia |  |  |
|             |        | Reporte |       |  |  |

## Tercer puesto
| 14 de julio | Túnez | 24 - 31 | Kenia |  |  |
|             |       | Reporte |       |  |  |

## Final
| 14 de julio | Zimbabue | 22 - 18 | Uganda |  |  |
|             |          | Reporte |        |  |  |

| Bandera de Zimbabue |
| Campeón Zimbabue    |
| Primer título       |